# Kura-bugyō
Les  kura-bugyō (倉庫奉行) sont des fonctionnaires du shogunat Tokugawa responsables de la supervision des entrepôts de céréales et de la comptabilité du riz reçu en paiement des impôts.  
Le mode de paiement des taxes varie selon les localités. Dans la région de Kantō, les paiements sont généralement effectués en riz pour les terrains humides et en or pour les hautes terres. Dans le Kínai et les provinces de l'Ouest, une formule légèrement différente est appliquée, mais les paiements sont également reçus à la fois en riz et en or. Dans le cas des paiements en riz, l'argent est envoyé à Edo, Kyoto ou Osaka où il est déposé dans des entrepôts  du shogunat, sous le contrôle et la supervision des kura-bugyō. 